# فوزية (اسم)
فوزية هو اسم علم شخصي مؤنث عربي، هذا الاسم هو تأنيث لاسم فوزي المرتبط بالفوز والنجاح.

## الشخصيات
- فوزية بنت فؤاد الأول أميرة مصرية وملكة إيران
- فوزية الدريع كاتبة وإعلامية كويتية
- فوزية بنت فاروق الأول أميرة مصرية
- فوزية سلامة صحفية ومذيعة مصرية
- فوزية بنت فؤاد الثاني أميرة مصرية
- فوزية الشندي ممثلة عراقية
- فوزية عزت ممثلة مصرية
- فوزية رساسي كاتبة مغربية
- فوزية فهيم كيميائية مصرية
- فوزية بن فضة الشعار سياسية تونسية
- فوزية أبو خالد شاعرة سعودية
- فوزية الزواري صحفية وكاتبة تونسية فرنسية
- فوزية العلوي شاعرة تونسية
- فوزية السندي شاعرة بحرينية
- فوزية عارف ممثلة عراقية
- فوزية محمد عارضة أزياء وملكة جمال مصرية